# Cimitile
Cimitile – miejscowość i gmina we Włoszech, w regionie Kampania, w prowincji Neapol.
Według danych na rok 2004 gminę zamieszkiwały 6842 osoby, 3421 os./km².